# آن لاغاسي داوسون
آن لاغاسي داوسون (بالفرنسية: Anne Lagacé Dowson)‏ (ولدت في تورونتو، أونتاريو) صحفية إذاعية كندية.

## مهنة الراديو
استضافت منذ فترة طويلة إذاعة CBC Radio Noon، وهو برنامج يومي للشؤون الجارية والهاتف في كيبيك، غادرت للترشح لمنصب سياسي في عام 2008.  استضافت أيضًا Home Run في مونتريال، وكانت منتجة C'est la Vie. كانت مراسلة إخبارية، ومراسلة فنون، ومراجعة صحفية، وقد استضافت ضيفًا استضافت Cross Country Checkup وAs It Happens، حيث كانت أيضًا منتجة. كانت آن ضيفًا متكررًا في وسائل الإعلام الناطقة بالفرنسية، وكانت عضوة محلفين في نسخة راديو كندا من كندا تقرأ، بعنوان معركة الكتب، وقد دافعت عن نسخة بارني من موردكاي ريتشلر.
كانت حاضرة يوميًا في برنامج إذاعة راديو كندا Sans Preliminaires مع فرانكو نوفو . لقد كانت عضوًا في لجنة سياسية أسبوعية في نشرة الأخبار التلفزيونية الرائدة في إذاعة راديو كندا مع جان فرانسوا ليزي وليزا فرولا وتشا خير الدين، تستضيفها سيلين غاليبو.
كانت آن أول متحدثة باللغة الإنجليزية على الإطلاق لمهرجان du Film sur l'Art الدولي في مونتريال، وهو أكبر مهرجان للأفلام حول الفن في العالم.
من سبتمبر 2009 إلى أغسطس 2011، استضافت عرض بعد ظهر يوم السبت على CJAD-AM في مونتريال. تشارك الآن في عرض تومي شنورمارشية كعضو في Gang of Four، وتقوم بعمل عمود أسبوعي حول السياسة في عرض القيادة مع ارون راند.
في عام 2015، كانت تستضيف ضيفًا في وقت الظهيرة باري مورجان شو عندما يكون باريفي إجازة على راديو CJAD 800 AM في مونتريال.
عمودها عن أنجلو كيبيك بعنوان "Bloke Nation" ويظهر في مجلة Hour Community الأسبوعية الترفيهية.

## الحياة السياسية
كانت مرشحة الحزب الديمقراطي الجديد في الانتخابات الفيدرالية الكندية لعام 2008 عن ويست ماونت - فيل ماري، وجاءت في المرتبة الثانية بعد الليبرالي مارك غارنو. كانت في الأصل مرشحة الحزب في انتخابات فرعية، والتي حلت محلها دعوة الانتخابات العامة.
تم اعتمادها من قبل كوري دوكتورو، الأكاديميين بجامعة ماكجيل تشارلز تيلور وديزموند مورتون، محامي حقوق الإنسان جوليوس جراي ورئيس بلدية ويستماونت السابق، ماي كاتلر.
ترشحت لمنصب في انتخابات عام 2015 على ركوب بابينو، وخسرت أمام الزعيم الليبرالي جاستن ترودو.

## تعليمها
داوسون حاصل على بكالوريوس. في علم الاجتماع ودراسات المرأة في جامعة أوتاوا، حيث كانت عضوًا في مجلس الشيوخ، وحاصلة على ماجستير في الدراسات الكندية من جامعة كارلتون. في كارلتون، شغلت داوسون منصب نائب رئيس نقابة مساعدي التدريس. أدارت في متحف مونتريال للفنون الجميلة كتّاب من سلمان رشدي إلى جون رالستون سول. بدعوة من الحاكم العام، استضافت فعاليات في قاعة ريدو، كان آخرها ثلاث مناظرات وطنية حول الفنون.

## حياتها الشخصية
لاغاسي داوسون متزوج من براين ماكينا، صانع أفلام وثائقية مستقل.
تتحدث لغتين بطلاقة، وهي ابنة النقابي هيو داوسون من تورنتو وكلير لاغاسي من مدينة كيبيك. درست كلير لاغاسي مع اورسولين جنبًا إلى جنب مع مؤلفة كيبيك الرائدة أن هيربرت، التي اشتقت ان اسمها منها.
كان عمها الأكبر بيير إدوارد بلوندين وزيرًا محافظًا في حكومة رئيس الوزراء روبرت بوردن، ثم أصبح رئيسًا لمجلس الشيوخ. ترشح عمها روس داوسون لمنصب عمدة تورنتو بعد الحرب على منصة تروتسكي.
شاركت عمتها لويس وجويس داوسون في تأسيس فرع أونتاريو لجمعية الهيموفيليا الكندية في الخمسينيات من القرن الماضي بعد أن اكتشفت جويس، المتزوجة من النحات جو روزنتال، أن ابنهما رونالد روزنتال مصاب بالهيموفيليا. كان لويس وجويس أيضًا من النشطاء المؤيدين للاختيار، وأنصار هنري مورجينتالر.